# Tincurrin
Tincurrin is een plaats in de regio Wheatbelt in West-Australië.

## Geschiedenis
Ten tijde van de Europese kolonisatie leefden de Wiilman Nyungah in de streek.
In 1892 vermeldde een landmeter de waterbron 'Tincurring Spring'. De overheid besliste in 1911 om een spoorweg van Yilliminning naar Kondinin aan te leggen. Aan de spoorweg kwam een nevenspoor te liggen dat Tincurring genoemd werd. In 1922 werd aan het nevenspoor een dorp gesticht, Tincurrin. Het nevenspoor en dorp werden naar de nabijgelegen waterbron vernoemd. De naam is Aborigines van oorsprong maar de betekenis van het woord is niet bekend.
In 1938 werd het schooltje van Tincurrin geopend.

## Beschrijving
Tincurrin maakt deel uit van het lokale bestuursgebied (LGA) Shire of Wickepin, een landbouwdistrict. Het is een verzamel- en ophaalpunt voor de oogst van de in de streek bij de Co-operative Bulk Handling Group aangesloten graanproducenten.
Tincurrin heeft een basisschool. In 2021 telde Tincurrin 48 inwoners.

## Toerisme
De streek staat bekend om de wilde bloemen uit het geslacht Vertcordia die er in de lente groeien.

## Transport
Tincurrin ligt 250 kilometer ten zuidoosten van de West-Australische hoofdstad Perth, 58 kilometer ten oosten van Narrogin en 43 kilometer ten zuidoosten van Wickepin, de hoofdplaats van het lokale bestuursgebied waarvan het deel uitmaakt.
De spoorweg die langs Tincurrin loopt maakt deel uit van het goederenspoorwegnetwerk van Arc Infrastructure.